# 希庫埃魯環礁
希庫埃魯環礁（Hikueru），又称蒂韦鲁环礁（Tiveru）、泰卡雷纳环礁（Te Kārena），是南太平洋法屬波利尼西亞的環礁，屬於土阿莫土群島的一部分，位於泰科科塔環礁以南22公里，由同名市镇管辖，長15公里、寬9.5公里，土地面積8平方公里，潟湖面積79平方公里，2007年人口268。

## 外部連結
- Atoll list (in French)
- NZTEC - Boenechea and Gayangos （页面存档备份，存于）